# ۲٬۲-دی‌متوکسی‌پروپان
۲،۲-دی‌متوکسی‌پروپان (به انگلیسی: 2,2-Dimethoxypropane) با فرمول شیمیایی C۵H۱۲O۲ یک ترکیب شیمیایی است. که جرم مولی آن ۱۰۴٫۱۵ g/mol می‌باشد. شکل ظاهری این ترکیب، مایع بی‌رنگ است.